# Microderes
Microderes es un  género de coleópteros adéfagos de la familia Carabidae.

## Especies
Comprende las siguientes especies:
- Microderes akbensis Jedlicka, 1958
- Microderes brachypus (Steven, 1809)
- Microderes breviformis (Tschitscherine, 1898)
- Microderes diversopunctatus (Solsky, 1874)
- Microderes intermittens (Solsky, 1874)
- Microderes namanganensis (Heyden, 1885)
- Microderes nanulus (Tschitscherine, 1898)
- Microderes subtilis (Tschitscherine, 1898)
- Microderes taschketensis (Jedlicka, 1958)
- Microderes undulatus (Gebler, 1841)